# Маље Борове
Маље Борове (слч. Malé Borové) насељено је мјесто са административним статусом сеоске општине (слч. obec) у округу Липтовски Микулаш, у Жилинском крају, Словачка Република.

## Становништво
| Година:    | 1994. | 2004.    | 2014.    | 2024.    |
| ---------- | ----- | -------- | -------- | -------- |
| Број људи: | 266   | 206      | 139      | 111      |
| Разлика:   |       | -22,55 % | -32,52 % | -20,14 % |

| Година:    | 2023. | 2024.   |
| ---------- | ----- | ------- |
| Број људи: | 115   | 111     |
| Разлика:   |       | -3,47 % |

Према подацима о броју становника из 2011. године насеље је имало 167 становника.